# 什奧群島
67°33′S 47°44′E / 67.550°S 47.733°E
什奧群島是南極洲的群島，位於恩德比地離岸，由4座島嶼組成，處於麥金農島以北3.2公里，由澳大利亞探險家率領的探險隊繪入地圖，以莫森站的物理學家命名。